# Si Nightmare
Si Nightmare  è un film del 2006 diretto da Jonathan Fior.
Film di fantascienza italiano prodotto dalla Silicon Film.

## Trama
In un futuro cupo e devastato, una forma di vita inorganica infetta il pianeta terra. Dvine, il misterioso protagonista, è alla ricerca di esseri umani contaminati da questi strani parassiti. Il dottor Cristian Petrelli è uno scienziato ossessionato da una serie di incubi apparentemente legati alla presenza di queste creature sulla Terra. Solo incontrando Dvine riuscirà a far luce su quanto gli è accaduto. I dialoghi tra i personaggi (il cui doppiaggio è stato affidato alla Merak Film) si alternano alla voce narrante in un susseguirsi di vicende che delineano una storia di interferenze tra mondi.

## Produzione
Dopo aver prodotto Si Nightmare, la Silicon Film ha realizzato una versione riveduta e corretta del film con molte scene aggiuntive, trasformandola in una web serie dal titolo "Silicon Nightmare", che è possibile vedere gratuitamente su YouTube. La Web Serie è quindi una sorta di directors's cut che espande le atmosfere ed i concetti del film originale ed è composta da 5 episodi.